# Pulvinodecton
Pulvinodecton is een geslacht van schimmels behorend tot de familie Roccellaceae.

## Soorten
Volgens Index Fungorum bevat het geslacht twee soorten (peildatum september 2021):
| Soortnaam                   | Auteur(s)                  | Publicatiejaar |
| --------------------------- | -------------------------- | -------------- |
| Pulvinodecton kurzii        | (Kremp.) Henssen & G. Thor | 1998           |
| Pulvinodecton seychellensis | Henssen & G. Thor          | 1998           |